# José Castello
José Guimarães Castello Branco (Rio de Janeiro, 1951) é um escritor, jornalista e crítico literário brasileiro.

## Biografia
O pai de José Castello, José Ribamar Martins Castello Branco, migrou de Parnaíba, no Piauí, para a capital do estado do Rio de Janeiro onde estabeleceu-se. Assim, José Castello, o filho, concluiu seus estudos no Colégio Santo Inácio para só então graduar-se em Teoria da Comunicação e também no curso de Jornalismo, ambos pela Universidade Federal do Rio de Janeiro, tornando-se mestre na profissão que exerce ativamente desde a década de 70. Nas décadas seguintes, tendo passado pelo Diário de Notícias, O Globo e RioArte pelos anos 80, sua carreira já chegava às páginas do Jornal do Brasil. Coroa-se como crítico literário em 1993, quando publica uma biografia de Vinicius de Moraes e atinge as páginas d'O Estado de São Paulo como cronista e repórter. Castello colaborou também com as revistas Veja, IstoÉ e Playboy. Apesar dos veículos renomados que atingiu, contribuía para o semanário Opinião e para o jornal literário Rascunho.
Em 2011, ele ganhou o Prêmio Jabuti com "Ribamar", romance que se mostra às vezes biografia, em outras, relato de viagens, estilos narrativos que destacam a relação tumultuada entre pai e filho. José Castello usa o próprio nome e o do pai na trama premiada.
Atualmente, José Castello escreve para O Globo. Está radicado em Curitiba desde o ano de 1994 onde trabalha mantendo uma oficina literária.

## Obras do autor
Dentre as obras do autor, estão:
- (1993) Vinicius de Moraes: O Poeta da Paixão, Companhia das Letras
- (1996) Na Cobertura de Rubem Braga, José Olympio
- (1996) Vinicius de Moraes: Uma Geografia Poética, Relume-Dumará/Rioarte
- (1996) João Cabral de Melo Neto: O Homem sem Alma, Editora Rocco
- (1999) O Inventário das Sombras, Record
- (2001) Fantasma, Record
- (2003) As melhores crônicas de José Castello, Global Editora
- (2004) Pelé: Os Dez Corações do Rei, Ediouro/Sinergia
- (2007) A Literatura na Poltrona, Record
- (2010) Ribamar, Bertrand Brasil

## Prêmio
- (2011) Prêmio Jabuti com "Ribamar"[8]